# North West Cornice
North West Cornice (englisch für Nordwestsims) ist ein schmaler und felsiger Gebirgskamm auf der Insel Heard im südlichen Indischen Ozean. Er erstreckt sich vom Big Ben in nordwestlicher Richtung und endet am Schmidt-Gletscher im nordwestlichen Teil der Insel.
Teilnehmer der Australian National Antarctic Research Expeditions nahmen 1948 Vermessungen und die deskriptive Benennung vor.